# Crewe (Wirginia)
Crewe – miasto w Stanach Zjednoczonych, w stanie Wirginia, w hrabstwie Nottoway.